# Gabrielle Decohorne
Gabrielle Decohorne, née à Avignon le 23 mars 1881 et morte à Hyères (Var) le 25 juillet 1963, est une peintre paysagiste et aquarelliste française.

## Biographie
Issue d'une famille solidement implantée en Avignon elle vécut à partir de 1909 dans la maison construite par sa mère. 
Elle expose au Salon des artistes français à partir de 1914. 
Le 29 mars 1913, elle épouse à Avignon le sculpteur Paul Gaston Déprez.